# Хер-титло
Хер-титло (также хер выносной, х сверху, ◌ⷯ) — надстрочный диакритический знак в старославянской кириллице, представляющий собой уменьшенную букву Х (хер).
В церковнославянской кириллице используется для обозначения сокращений (так же, как и другие буквенные титла, а также простое титло). В отличие от большинства других буквенных титлов, используется без «покрытия» — знака в виде крышечки, покрывающей буквотитла. В частности, именно так (без покрытия) этот знак выглядел в шрифтах Франциска Скорины. Аналогично использовался в граффити Софийского собора (например, в слове миⷯл — Михаил) и в граффити XVII века (например, в слове монⷯи — монахи)
В «Русском правописании» Я. К. Грота буква г с х сверху (гⷯ) используется в качестве фонетического символа для обозначения фрикативного г — [ɣ]. 

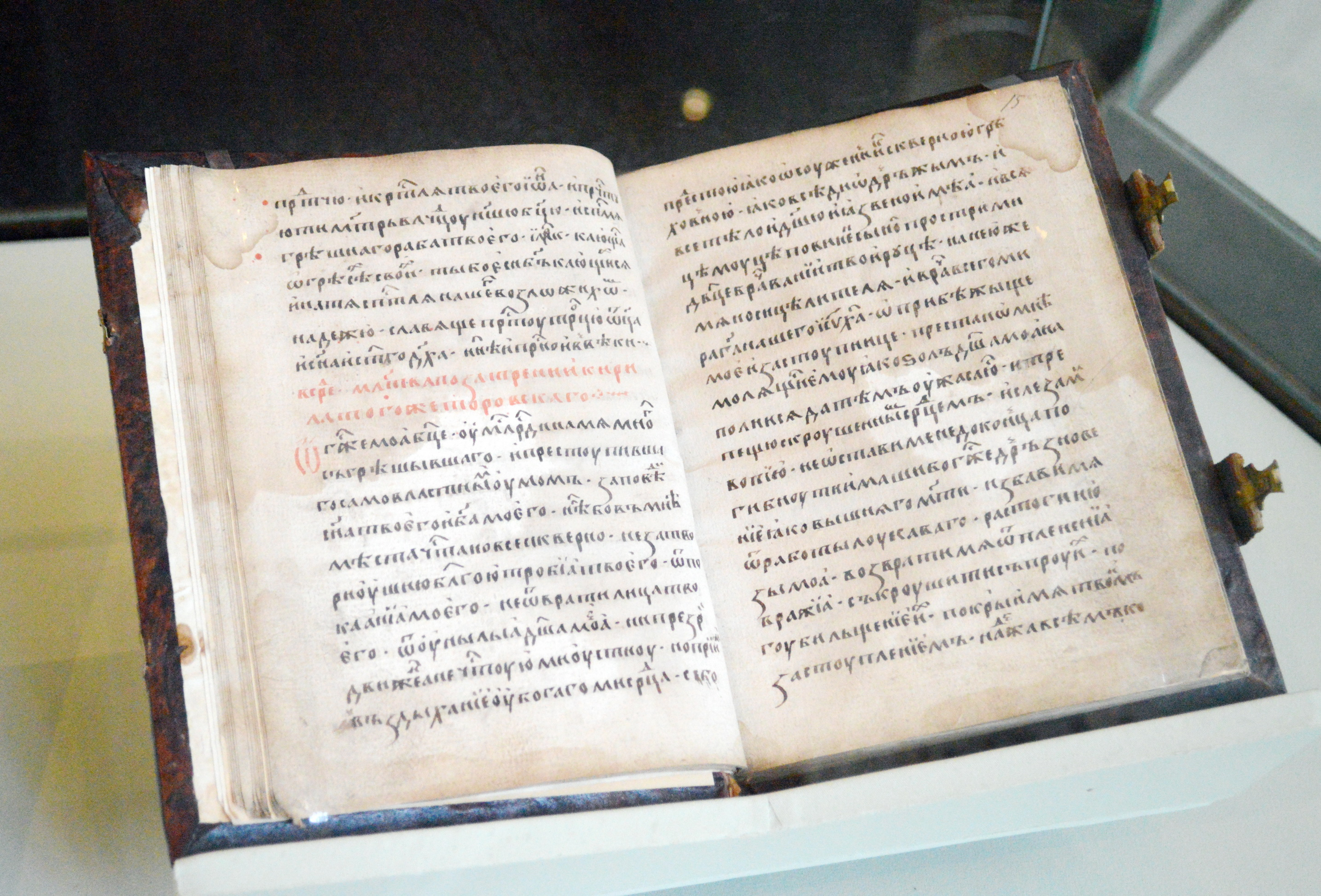
«Молитвы на дни пасхальной седмицы» Кирилла Туровского. Хер-титло употреблено в словах своиⷯ и кающиⷯсѧ
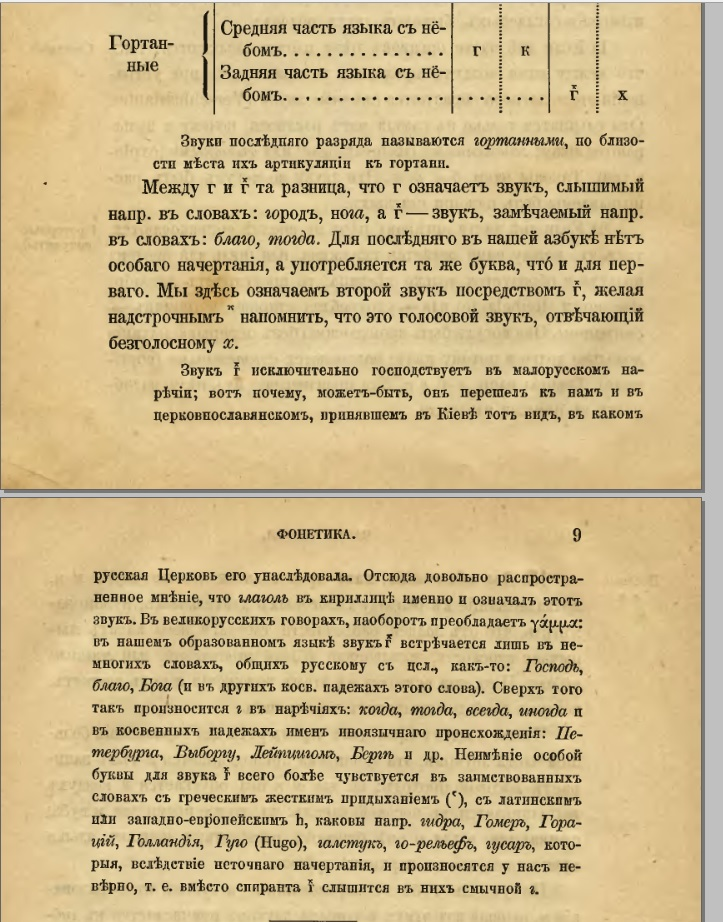
Отрывок из «Русского правописания», описывающий использование символа гⷯ